# Mairano
Mairano (lombardul: Mairà vagy Maerà) település Olaszországban, Lombardia régióban, Brescia megyében. Lakosainak száma 3508 fő (2023. január 1.). Mairano Azzano Mella, Brandico, Lograto, Maclodio, Dello és Longhena községekkel határos.

## Népesség
A település lakossága az elmúlt években az alábbi módon változott:
| Lakosok száma | 3487 | 3469 | 3508 |
|               | 2017 | 2018 | 2023 |